# Irrlicht (Engine)
Irrlicht ist eine freie Grafik-Engine, die 2003 vom Österreicher Nikolaus Gebhardt ins Leben gerufen wurde und seitdem kontinuierlich quelloffen weiterentwickelt wird. Irrlicht wird in C++ programmiert und läuft plattformübergreifend auf Linux, macOS, Sun Solaris und diversen Windows-Versionen. Die Engine kommt sowohl in kommerziell als auch frei veröffentlichten Computerspielen, wie SuperTuxKart und Minetest, zum Einsatz sowie für verschiedene industrielle und wissenschaftliche 3D-Anwendungen.

## Umfang

### Funktionen
Für die grafische Darstellungen werden OpenGL, DirectX oder ein Software-Renderer genutzt. Ähnlich wie bei anderen Grafik-Engines kommt ein Szenengraph zum Einsatz. Irrlicht unterstützt Entwickler von Vertex- oder Pixelshadern durch einfache Integration selbiger. Eine eingebaute Partikelengine ermöglicht die einfache Generierung eigener Partikeleffekte. Der integrierte XML-Parser irrXML kann auch unabhängig von der Engine verwendet werden. Es ist möglich, Dateien aus einer ZIP-Datei wie aus einem gewöhnlichen Verzeichnis heraus zu lesen.

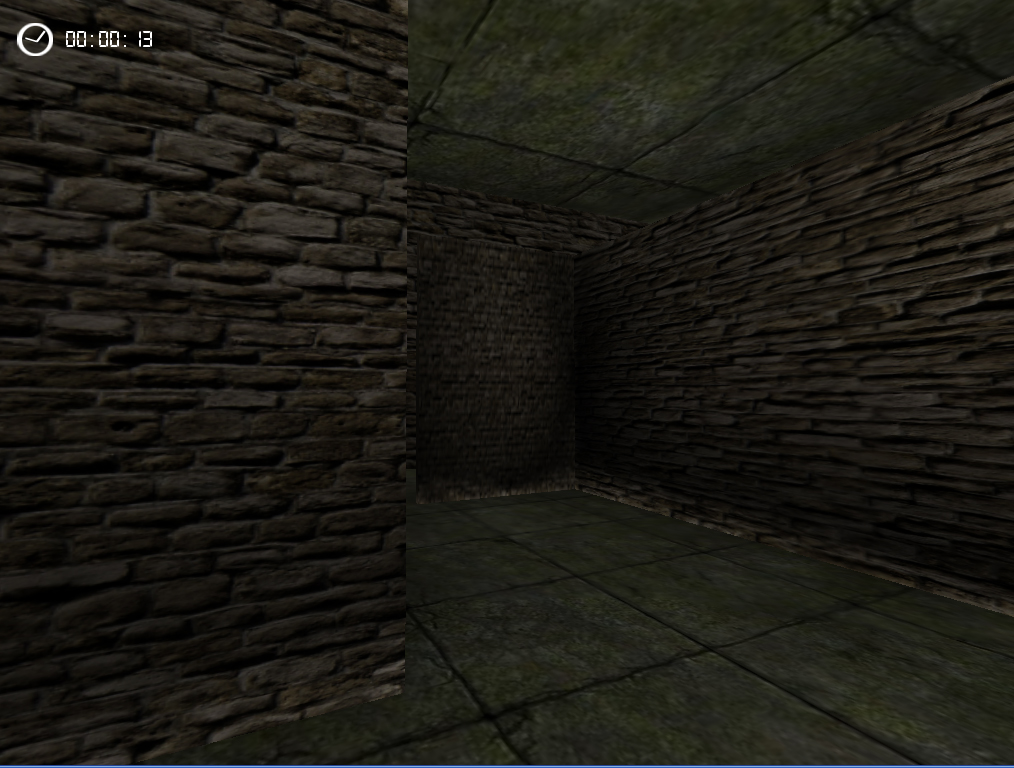
Lightmaps und Vertex Lighting in Irrlicht

Irrlicht unterstützt die direkte Ausgabe von 2D-Grafiken als Sprites und verfügt über eine eigene Sub-Engine zur Darstellung Grafischer Benutzeroberflächen. Implementiert sind diverse Klassen und Funktionen für Matrix- und Vektorrechnung und einfache Kollisionsabfragen. Der Quellcode ist quelloffen, in C++ geschrieben und steht unter der zlib-Lizenz, die auch eine Verwendung in kommerziellen Produkten ohne Herausgabe des Quelltextes ermöglicht.
Zum Export von 3D-Umgebungen und Modellen in das Engine-spezifische Dateiformat .irr entwickelte der Hersteller den Editor irrEdit, der später durch die Spiel-Engine CopperCube abgelöst wurde. Die Software erleichtert das Erweitern von Szenen um Lichter, Partikelsysteme und Animationen. Erstellt werden müssen die entsprechenden 3D-Objekte jedoch in separater 3D-Software.

### Unterstützte Dateiformate
Irrlicht unterstützt folgende 3D-Formate:
- Irrmesh (.irrmesh)
- My3DTools 3 (.my3D)
- OGRE-Meshes (.mesh)
- Pulsar LMTools (.lmts)
- Quake III Arena levels (.bsp)
- Quake II models (.md2)
- DeleD (.dmf)
- FSRad oct (.oct)
- Irrlicht scenes (.irr)
- Microsoft DirectX (.x) (binary & text)
- MilkShape 3D (.ms3d)
- STL 3D files (.stl)
- 3D Studio meshes (.3ds)
- B3D-Dateien (.b3d)
- Alias Wavefront Maya (.obj)
- Cartography Shop 4 (.csm)
- COLLADA (.xml, .dae)
- LightWave 3D (.lwo)

Irrlicht unterstützt folgende Grafikformate:
- Adobe Photoshop (.psd)
- JPEG File Interchange Format (.jpg)
- Portable Network Graphics (.png)
- Truevision Targa (.tga)
- Windows Bitmap (.bmp)
- Zsoft Paintbrush (.pcx)
- Portable Pixmaps (.ppm)
- Quake-2-Texturen (.wal)

Folgende Animationsarten werden unterstützt:
- Morph target animation
- Skeletal animation

## Geschichte
Irrlicht wird seit 2002 entwickelt, die erste verfügbare Version erschien 2003. Nikolaus Gebhard, Gründer und zunächst Hauptautor des Projekts, hat seine aktive Mitarbeit inzwischen eingestellt. Seitdem wird die Engine von einem kleinen Entwicklerteam betreut und weiterentwickelt. Aktualisierungen erscheinen unregelmäßig. Am 1. November 2021 wurde nach einer längeren Phase ohne Aktualisierungen die aktuelle Version 1.8.5 herausgegeben.

## Anwendung

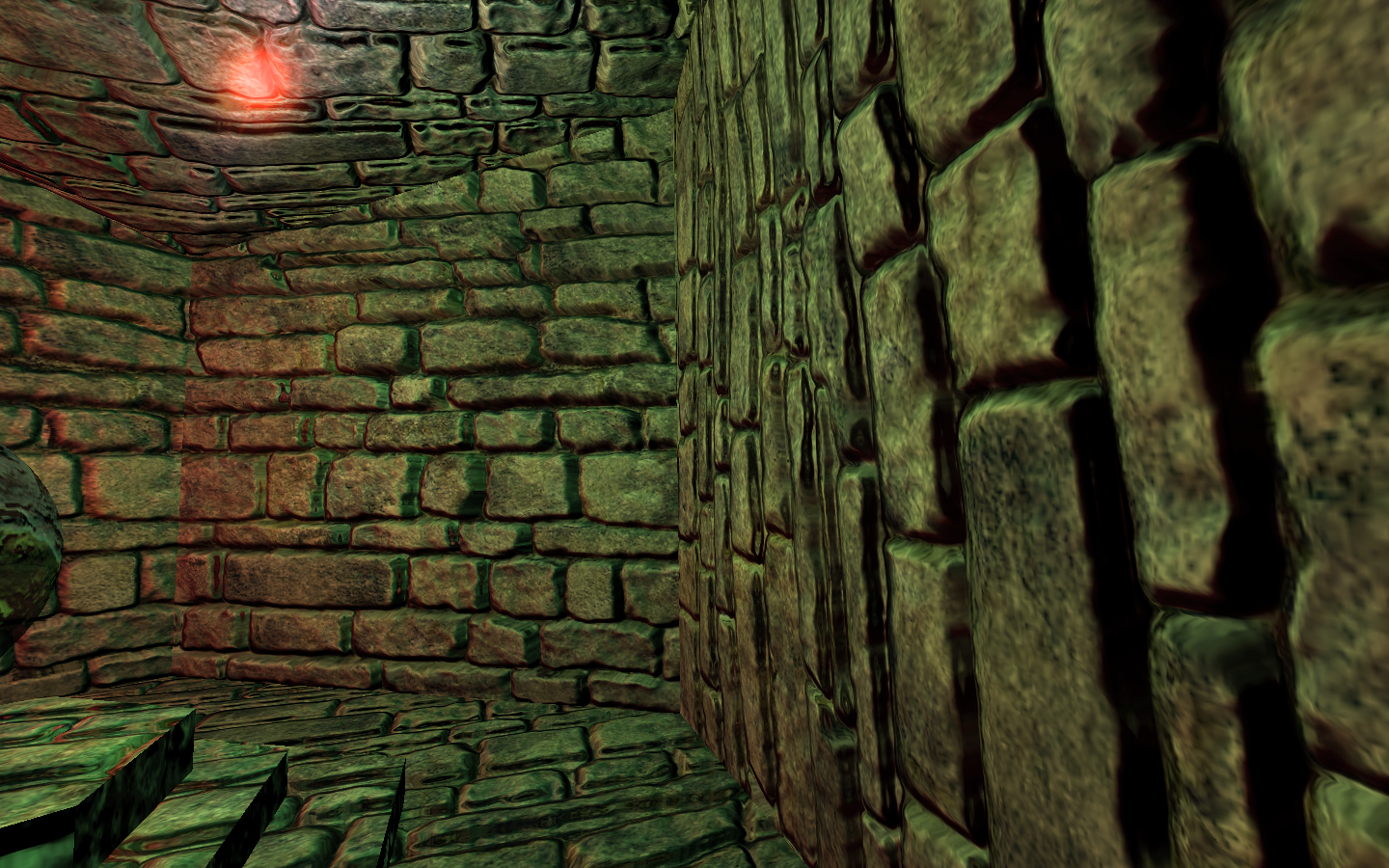
Screenshot einer Beispiel-Szene

Projekte, die Irrlicht einsetzen, sind z. B.:
- Amulet of tricolor, ein 2D-Spiel.
- Bolzplatz 2006 von Xenoage Software, ein Fußballspiel im Comicstil das mit Irrlicht und Jirr (einer Java-Schnittstelle zu Irrlicht) entwickelt wurde.
- Bugsnax, ein Adventure-Spiel.
- Codesys, zur Darstellung von 3D-Simulationen im Depictor.
- Craft the World, ein Survival-Sandbox-Spiel.
- Democracy 3, eine Politiksimulation.
- Eve, ein Robotersimulator der Biologically Inspired Robotics Group (BIRG) am Swiss Federal Institute of Technology in Lausanne.
- Galactic Dream: Rage of War von Evolution Vault, ein kommerzielles Weltraum-Strategiespiel.
- Gekkeiju Online, ein kostenlos spielbares Fantasy-Multiuser-Rollenspiel, das seit 2003 läuft.
- H-Craft Championship, ein kommerzielles Science-Fiction-Rennspiel.
- King Arthur’s Gold, ein Online-Actionspiel.
- Minetest, ein freies Open-World-Spiel, das Minecraft nachempfunden ist.
- Octodad: Dadliest Catch, ein Physik-Geschicklichkeitsspiel.
- Star Ruler, ein Globalstrategiespiel.
- SuperTuxKart (Versionen 0.7 bis 0.9), ein freies 3D-Kart-Rennspiel.
- The End of Dyeus (Curious Planet, 2020), ein 3D-Action-Adventure.[8]

### Nutzergemeinde
Im englischen Irrlicht-Forum sind rund 15.000 Mitglieder registriert (Stand: Oktober 2020). Im Juli 2007 waren rund 7000 Benutzer registriert, im April 2007 ca. 6000. In Deutschland gab es schon früh eine Community, welche sich jedoch im Laufe der Zeit wieder auflöste. Seit März 2007 gibt es eine neue deutsche Community. In Frankreich und Italien gibt es ebenfalls eine Community.